# Ebip Serafedino

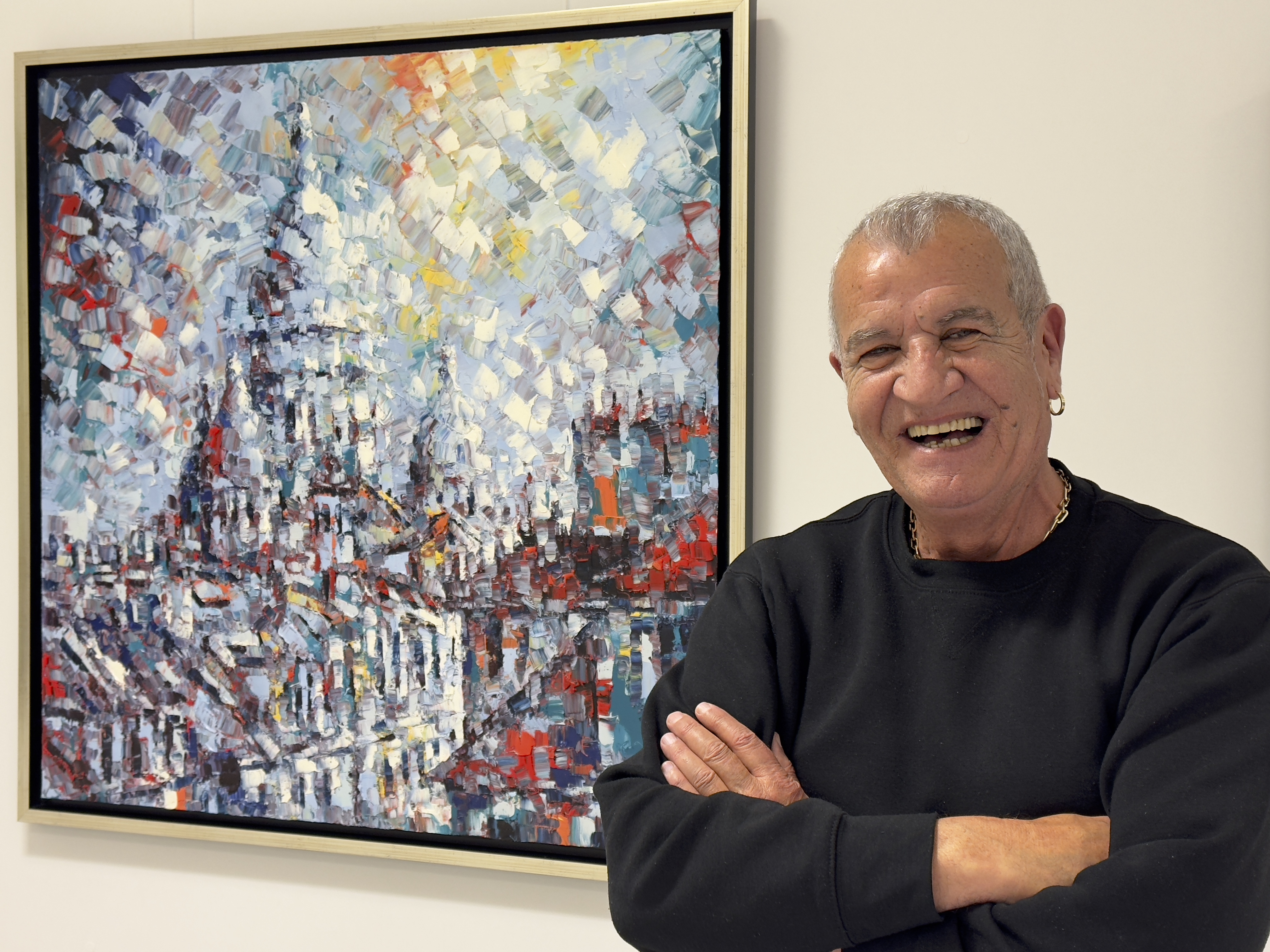
Ebip Serafedino s obrazem Vue sur rue Norvins

Ebip Serafedino (* 20. listopadu 1952 Skopje) je malíř známý pro svůj konceptuální expresionismus. Jeho tvorba je charakterizována použitím sytých barev a volného rukopisu, které odrážejí středomořskou inspiraci.

## Životopis
Ebip Serafedino se narodil 20. listopadu 1952 ve Skopje. Neměl formální umělecké vzdělání, byl samoukem a od mladí se věnoval malbě. V letech 1970–1974 cestoval po Evropě. Pracoval v Římě, Florencii, Benátkách, Amsterdamu, Berlíně a na Tenerife. 
V roce 1975 se usadil na Montmartru v Paříži, kde našel tvůrčí prostředí. Jeho první výstava se konala v roce 1980 v pařížském Musée de Cire (dnes Espace Dalí). Od té doby vystavoval po celém světě, včetně Německa, Švédska, Turecka, Spojených států amerických a dalších zemí.

## Dílo
Serafedinova díla jsou převážně olejomalby a akrylové malby na plátně, často velkých formátů. Jeho tvorba je charakterizována bohatou barevností a dynamickým výrazem, který často zachycuje hudební a taneční scény. Inspiraci čerpá od umělců jako Chaim Soutine, Nicolas de Staël, Henri Matisse a Francis Bacon. Přestože je jeho styl abstraktní a expresionistický, lidská figura hraje v jeho dílech významnou roli.
"Když přemýšlím o své práci, vidím sám sebe v roli dirigenta orchestru, který se snaží vytvořit harmonii z chaosu. Barvy pro mě nejsou pouze odstíny, ale tóny, které mohou vyjádřit náladu a emoci. Je to jako hudba, která se linie z mých štětců a rezonuje v obrazech." (Serafedino)

### Výstavy
Serafedino se zúčastnil mnoha kolektivních i samostatných výstav. Některé významné výstavy zahrnují:
- 1980 – Kolektivní výstava “Lyon”, galerie Téte d ́Or, Paříž, Francie
- 1981 – Musée de Cire, Montmartre, Paříž, Francie
- 1982 – Kolektivní výstava malířů z Jugoslávie, Paříž, Francie
- 1983 – Kolektivní výstava, Herold Centrum, Hamburg, Německo
- 1984 – Kolektivní výstava, Galerie 14 Robert Phillipe, Paříž, Francie
- 1990 – New Art Gallery, Saarbrücken, Německo
- 1993 – Kolektivní výstava Gallery Flesser, Helsingborg, Švédsko
- 1995 – Galerie Etienne des Causans, Rue de Seine, Paříž, Francie
- 1996 – Gallery Ekol Constantinopolis, Istanbul, Turecko
- 1996 – Expozice Galerie Filmhauses, Saarbrücken, Německo
- 1997 – Galerie Filmhauses, Saarbrücken, Německo
- 1997 – Le Toit de la Grande Arche, Paříž
- 1998 – Salon d’Automne, Paříž, Francie
- 1998 – Galerie Tatry, Bordeaux, Francie
- 1998 – Salon d’Art Contemporain, Marseille, Francie
- 1999 – Cruzadas Arte, Lisabon, Portugalsko
- 1999 – Gallery Flesser, Helsingborg, Švédsko
- 2001 – Artitude Gallery, Paříž, Francie
- 2002 – Gallery und Prince Prince, Berlín, Německo
- 2003 – Mediathéque Jean-Moulin, Compiègne, Francie
- 2003 – Gallery the Art Museum, Ponce, Puerto Rico, USA
- 2005 – Galerie de l’Elysée, Paříž, Francie
- 2006 – Golden Gate Area, Montreux, Švýcarsko
- 2008 – Gallery Kanstmassän
- 2008 – Stockholm, Švédsko
- 2008 – Galerie Carpe Diem, Montpeyroux, Francie
- 2009 – World Fine Art Gallery, New York, USA
- 2009 – Fine Art Gallery, Bratislava, Slovensko
- 2012 – Artistico, Bratislava, Slovensko
- 2013 – Artistico, Praha, Česká republika
- 2014 – Morcote, Švýcarsko
- 2014 – Artistico, Vídeň, Rakousko
- 2016 – Gallery Flesser, Bastad, Švédsko
- 2019 – Orchard Gallery, Ostrava, Česká republika[2]
- 2019 – Galerie Mánes, Praha, Česká republika

## Ocenění a uznání
Serafedinova díla jsou součástí sbírek po celém světě. Jeho práce byla několikrát oceněna a vystavována na prestižních výstavách, jako je Salon d'Automne v Paříži nebo galerie Ekol Constantinopolis v Istanbulu. Jeho jméno je uvedeno v Benezit Dictionary of Artists a ve slovníku výtvarných umělců Montmartru.